# Адріан Труффер
Адріан Труффер (фр. Adrien Truffert, нар. 20 листопада 2001, Льєж) — французький футболіст, захисник клубу «Ренн».
Виступав, зокрема, за клуб «Ренн 2», а також молодіжну збірну Франції.

## Клубна кар'єра
Народився 20 листопада 2001 року в місті Льєж. 
У дорослому футболі дебютував 2018 року виступами за команду «Ренн 2», в якій провів три сезони, взявши участь у 15 матчах чемпіонату. 
До складу клубу «Ренн» приєднався 2020 року. Станом на 24 серпня 2022 року відіграв за команду з Ренна 63 матчі в національному чемпіонаті.

## Виступи за збірні
У 2019 році дебютував у складі юнацької збірної Франції (U-19), загалом на юнацькому рівні взяв участь у 3 іграх, відзначившись 2 забитими голами.
У 2020 році залучався до складу молодіжної збірної Франції. На молодіжному рівні зіграв у 2 офіційних матчах.

## Статистика виступів

### Статистика клубних виступів
| Сезон             | Команда           | Чемпіонат         | Чемпіонат | Чемпіонат | Національний кубок | Національний кубок | Національний кубок | Континентальні кубки | Континентальні кубки | Континентальні кубки | Інші змагання | Інші змагання | Інші змагання | Усього | Усього | Усього |
| Сезон             | Команда           | Ліга              | Ігор      | Голів     | Ліга               | Ігор               | Голів              | Ліга                 | Ігор                 | Голів                | Ліга          | Ігор          | Голів         | Ігор   | Голів  |        |
| ----------------- | ----------------- | ----------------- | --------- | --------- | ------------------ | ------------------ | ------------------ | -------------------- | -------------------- | -------------------- | ------------- | ------------- | ------------- | ------ | ------ | ------ |
| 2018–19           | «Ренн 2»          | CFA2              | 1         | 0         |                    | -                  | -                  |                      | -                    | -                    |               | -             | -             | 1      | 0      |        |
| 2019–20           | «Ренн 2»          | CFA2              | 12        | 0         |                    | -                  | -                  |                      | -                    | -                    |               | -             | -             | 12     | 0      |        |
| 2020–21           | «Ренн 2»          | CFA2              | 2         | 0         |                    | -                  | -                  |                      | -                    | -                    |               | -             | -             | 2      | 0      |        |
| 2020–21           | «Ренн»            | Л1                | 4         | 1         | КФ                 | 0                  | 0                  | ЛЧ                   | 3                    | 0                    |               | -             | -             | 7      | 1      |        |
| Усього за кар'єру | Усього за кар'єру | Усього за кар'єру | 19        | 1         |                    | 0                  | 0                  |                      | 3                    | 0                    |               | -             | -             | 22     | 1      |        |